# Pleurothallis nossax
Pleurothallis nossax är en orkidéart som beskrevs av Carlyle August Luer och Rodrigo Escobar. Pleurothallis nossax ingår i släktet Pleurothallis och familjen orkidéer. Inga underarter finns listade i Catalogue of Life.